# ضريح هيه

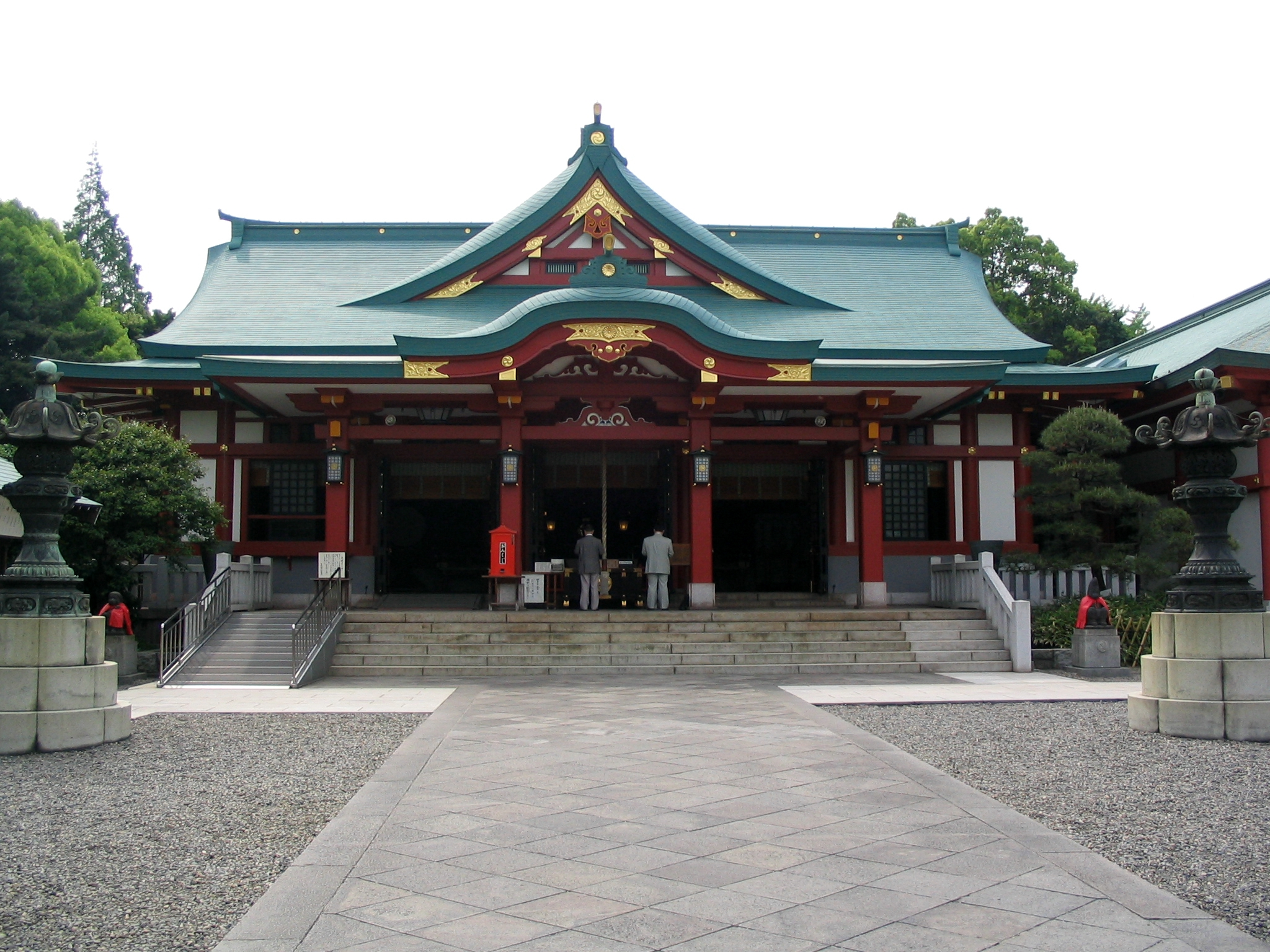
المبنى الرئيسي في ضريح هيه.

ضريح هيه (باليابانية: 日枝神社 هيه جينجا) هو ضريح شنتو يقع في ناغاتاتشو، تشيودا، طوكيو، اليابان. يشتهر هذا الضريح بمهرجان سانّو الذي يقام في منتصف يونيو والذي يعتبر أحد أكبر ثلاث مهرجانات في طوكيو (بالإضافة إلى سانجا ماتسوري، وكاندا ماتسوري).

## تاريخ
يعود تاريخ تأسيس الضريح إلى عام 1478 إلا أن هناك بعض الأقاويل تقول أنه أقدم من ذلك.
قام توكوغاوا إياسو بنقل الضريح إلى داخل قلعة إيدو، إلا أن ابنه توكوغاوا هيده-تادا قام بنقله خارجا ليتمكن عامة الناس من التعبد فيه بحرية.
في عام 1657 احترق المبنى الرئيسي في حريق ميريكي الكبير، وتم إعادة بنائه بأوامر من توكوغاوا إيتسونا عام 1959 في موقعه الحالي.
أثناء قصف طوكيو في الحرب العالمية الثانية، تدمر الضريح الرئيسي مرة أخرى، ثم أعيد بناؤه بشكله الحالي عام 1958.
يوجد في ضريح هيه كنز وطني هو عبارة عن سيف ياباني، بالإضافة إلى العديد من ممتلكات التراث الوطني الهامة.